# 陈忠孝 (1953年)
陈忠孝（1953年—），汉族，中华人民共和国政治人物、第十一届全国政协委员。
加入中国共产党，担任山西常平集团有限公司董事长兼总经理。2008年，当选第十一届全国政协委员，代表经济界，分入第三十四组。